# August Gottlieb Richter

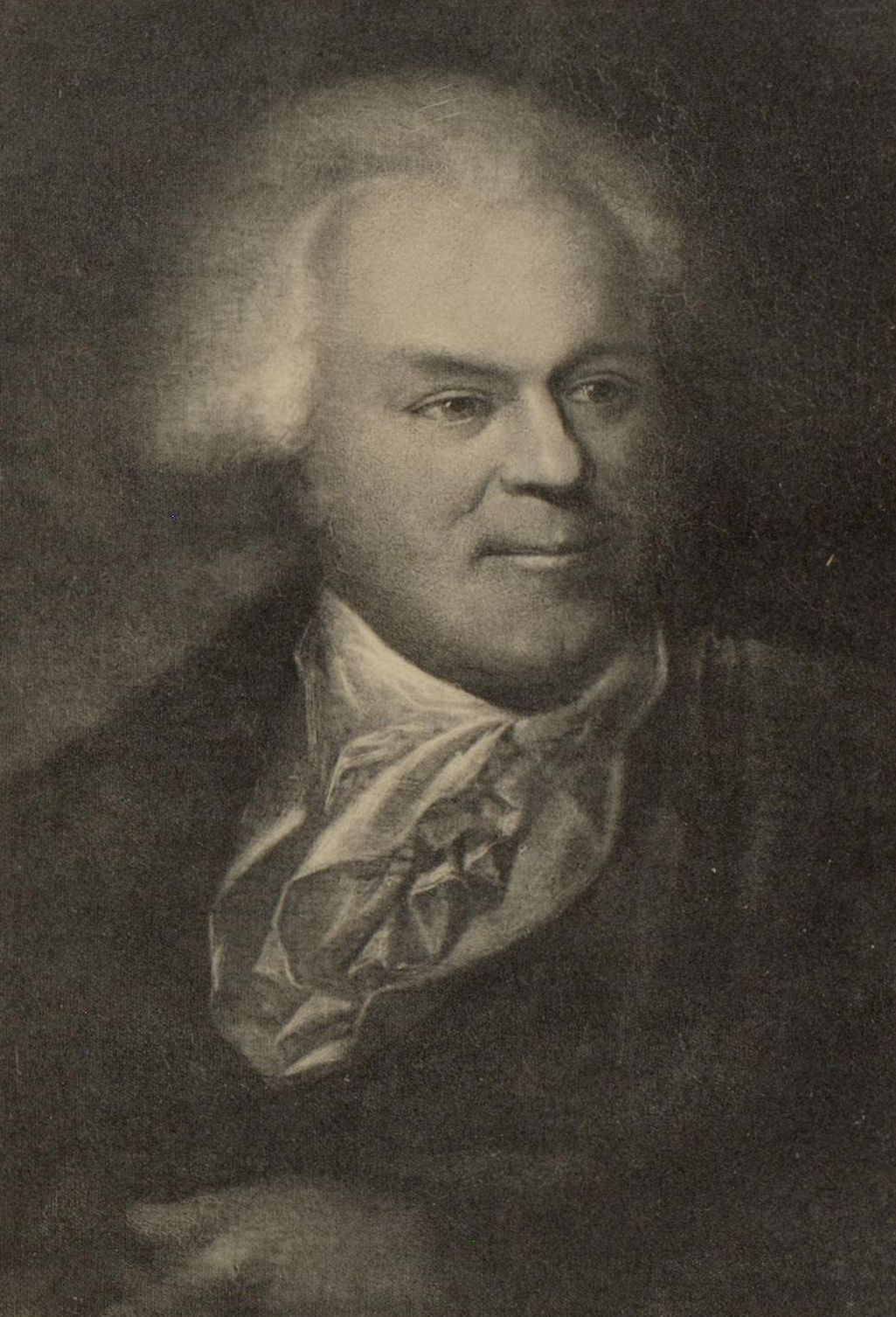
August Gottlieb Richter

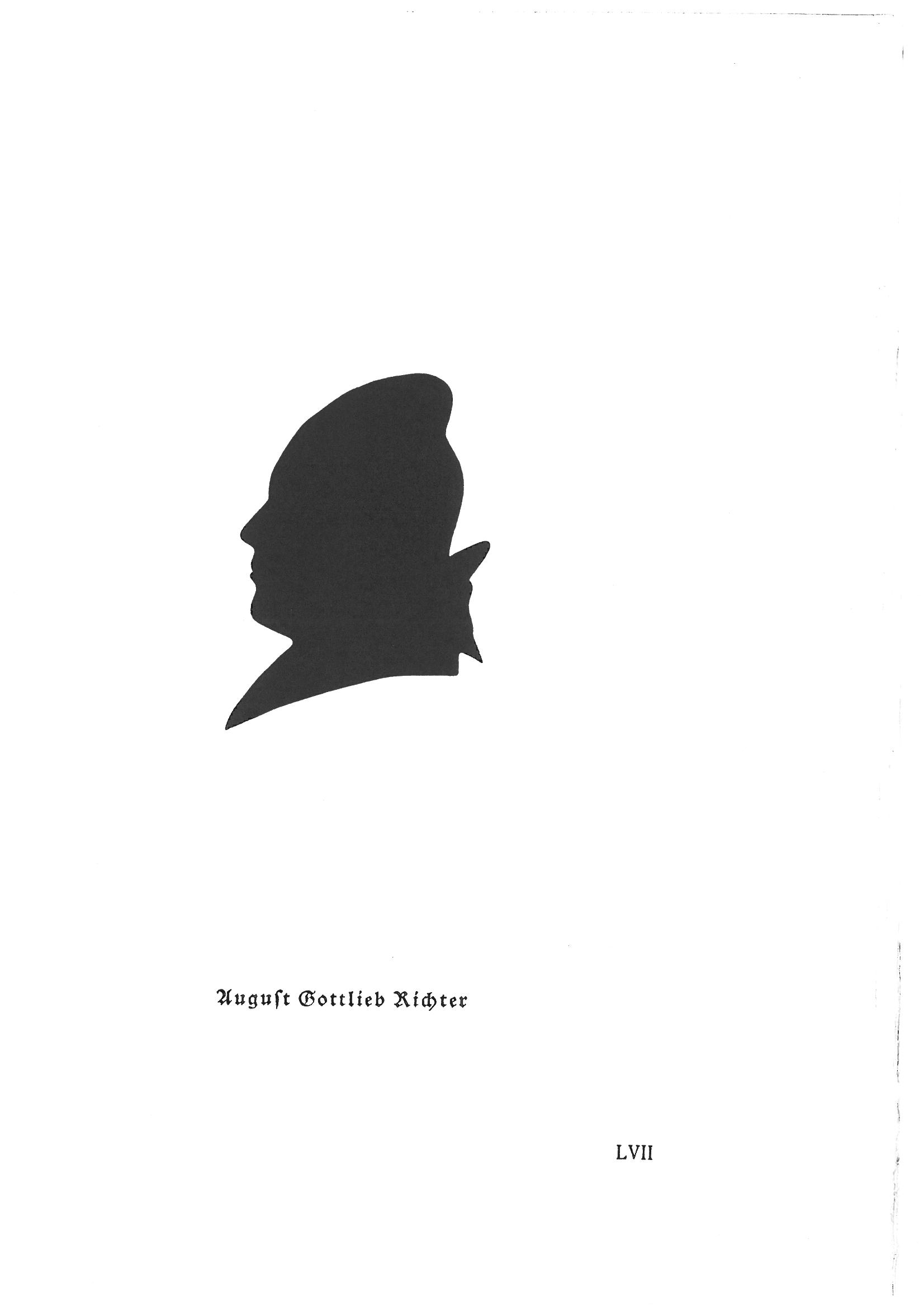
Schattenriss Richters in der Silhouetten-Sammlung Schubert (1779)

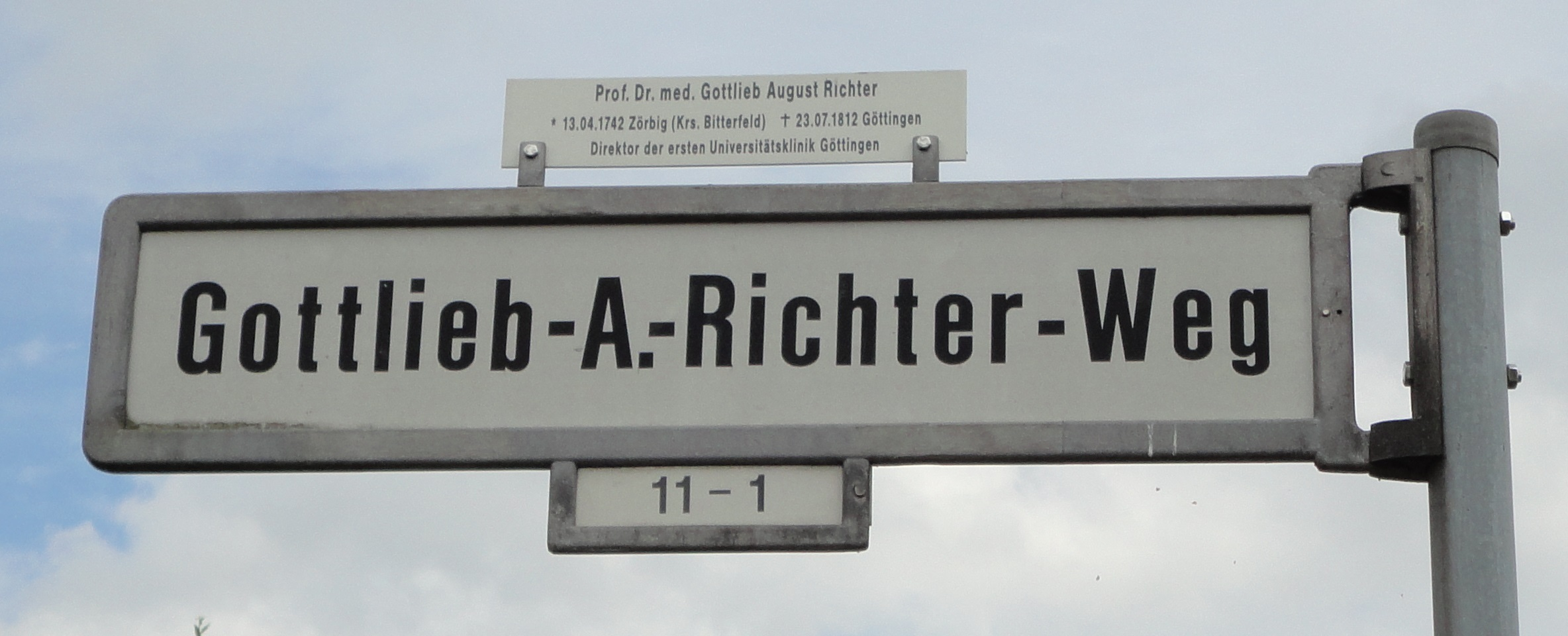
Göttingen-Weende, Gottlieb-Richter-Weg

August Gottlieb Richter (* 13. April 1742 in Zörbig/Sachsen; † 23. Juli 1812 in Göttingen) war ein vielseitiger und bedeutender deutscher Chirurg, Hochschullehrer in Göttingen und einer der ersten Universitätsdozenten der Ophthalmologie in Deutschland.

## Biografie
Gottlieb Richter wuchs in einem protestantischen Pfarrhaus auf. Seine Mutter war Christine Dorothea Richter, geborene Teichmann; sein Vater, Georg Gottfried Richter, war unter anderem Pastor und Schulinspektor in Zörbig. August Gottlieb begann 1760 an der Universität Göttingen ein Medizinstudium. Akademischer Lehrer war sein Onkel Georg Gottlob Richter, der dort seinerzeit den Lehrstuhl für Medizin innehatte. Nach seiner Promotion am 12. September 1764 begab er sich auf eine zweijährige Studienreise, die ihn an wichtige Studienorte der Medizin wie Paris, London, Oxford, Leiden, Amsterdam und Groningen führte. Dort machte er Bekanntschaft mit berühmten Ärzten wie Jean-Louis Petit (1674–1750) und Percivall Pott. Nach seiner Rückkehr 1766 wurde Richter in Göttingen eine außerordentliche Professur angetragen, 1771 erhielt er eine ordentliche Professur für Medizin. Seine Arbeitsgebiete waren medizinische und operative Chirurgie sowie als deren Pionier in Göttingen auch die Augenheilkunde.

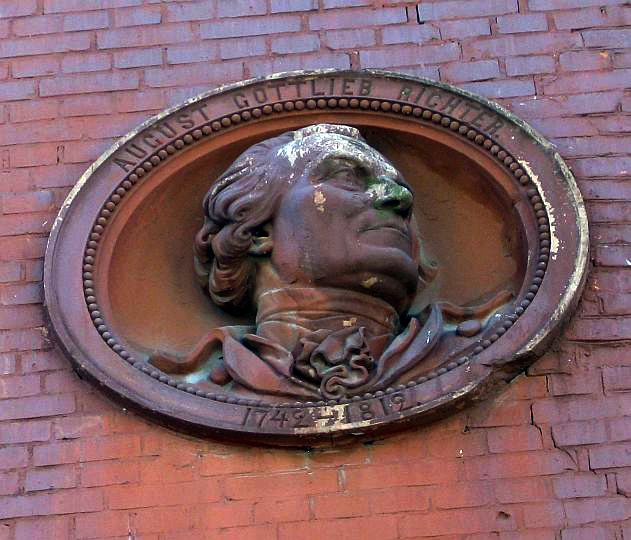
Scudelle (Flachrelief) August Gottlieb Richter am „Roten Haus“ Universität Königsberg (heute Kaliningrad)

Es ist ein bleibendes Verdienst Richters, der seinerzeit eher handwerklich orientierten Ausbildung der Wundärzte eine wissenschaftliche Grundlage verliehen zu haben. Ein wichtiger Beitrag hierzu war eine Vielzahl von Veröffentlichungen, unter denen die siebenbändigen Anfangsgründe der Wundarzneykunst (1782–1804), die zweibändige Abhandlung von den Brüchen (1777–1779) und die Abhandlung von der Ausziehung des grauen Stars (1773) herausragende Bedeutung besaßen.
Für diese Verdienste wurde er von der Albertus-Universität Königsberg geehrt: Am Neubau der Chirurgischen Klinik (um 1847), dem „Roten Haus“ (ab 1883 Medizinische Universitätsklinik), wurde eine Scudelle von Richter und eine weitere von dem Chirurgen Johann Friedrich Dieffenbach (1792–1847) angebracht. Das alte Universitätsgebäude hat den Krieg überlebt. Die Scudellen stammen höchstwahrscheinlich von Rudolf Siemering.
Richter gab auch eines der frühesten Referateblätter, eine Zeitschrift für ein medizinisches Spezialgebiet, heraus. Die von 1771 bis 1797 bei Dieterich in Göttingen und Gotha erschienene Chirurgische Bibliothek gab vor allem deutschen Chirurgen einen Überblick über die während eines Jahres erschienene, auch ausländische, Fachliteratur ihres Faches. Zeitgenossen lobten Richters schnörkellosen Schreibstil, der ihn von vielen seiner zeitgenössischen Kollegen abhob. Als Empiriker und Mann der Praxis reduzierte er das reichhaltige Instrumentarium der Chirurgen auf wesentliche Instrumente, denen er mit der knieförmig gebogenen Schere aber auch ein weiteres hinzufügte.
1780 eröffnete er in Göttingen eine chirurgische Klinik mit 15 Betten, das sog. „Freimaurer-Krankenhaus“, und wurde im gleichen Jahr Leibarzt von Georg III., König von Großbritannien und Kurfürst von Braunschweig-Lüneburg. Richter war neben dem Würzburger Professor Carl Caspar von Siebold, den er als Student in Paris kennengelernt und mit dem er sich angefreundet hatte, der führende Chirurg seiner Zeit. Befreundet war er unter anderem auch mit dem Hofzahnarzt und 1812 als Göttinger Universitätszahnarzt tätigen Joseph Calmann Linderer, einem Pionier der neuzeitlichen Zahnmedizin. Auch Richter befasste sich mit Erkrankungen im Zahnbereich. Zu Richters Schülern gehörten Christoph Wilhelm Hufeland und Karl Gustav Himly. Sein Neffe ist der Botaniker Georg Ludwig Koeler.
Richter war Mitglied der Göttinger Freimaurerloge Augusta zu den drei Flammen und zeitweise deren Meister vom Stuhl. Er war seit 1770 außerordentliches und seit 1776 ordentliches Mitglied der Göttinger Akademie der Wissenschaften.

## Schriften
Monographien
- Anfangsgründe der Wundarzneykunst. 7 Bände, Joh. Chr. Dieterich, Göttingen/Wien 1782–1804. Übersetzt in mehrere Sprachen.[11]
- Abhandlung von den Brüchen (1777–1779). Digitalisat Band 1 und Band 2
- Abhandlung von der Ausziehung des grauen Stars (1773). Digitalisat

Reihen
- Chirurgische Bibliothek. 15 Bände. Mit 2 Bänden Namen- und Sachregister von Christian Friedrich Witting. Johann Christian Dieterich, Göttingen 1771–1797.[12] Neuausgabe Frankenthal 1798.